# Manchester (condado de Jackson, Wisconsin)
Manchester es un pueblo ubicado en el condado de Jackson en el estado estadounidense de Wisconsin. En el Censo de 2010 tenía una población de 704 habitantes y una densidad poblacional de 4,22 personas por km².

## Geografía
Manchester se encuentra ubicado en las coordenadas 44°12′20″N 90°46′44″O / 44.20556, -90.77889. Según la Oficina del Censo de los Estados Unidos, Manchester tiene una superficie total de 166.97 km², de la cual 166.5 km² corresponden a tierra firme y (0.28%) 0.47 km² es agua.

## Demografía
Según el censo de 2010, había 704 personas residiendo en Manchester. La densidad de población era de 4,22 hab./km². De los 704 habitantes, Manchester estaba compuesto por el 93.04% blancos, el 0.57% eran afroamericanos, el 4.97% eran amerindios, el 0.14% eran asiáticos, el 0% eran isleños del Pacífico, el 0.14% eran de otras razas y el 1.14% pertenecían a dos o más razas. Del total de la población el 1.14% eran hispanos o latinos de cualquier raza.